# むしくら日記
むし倉日記（むしくらにっき）は、1847年（弘化4年）の善光寺地震の震災被害を記録した、松代藩家老河原綱徳の手記。全4巻。善光寺地震について具体的で信頼性の高い震災記録とされている。
1847年（弘化4年）3月24日の地震発生当時、河原綱徳は月番家老であった。信濃国内外に人員を派遣した詳細調査により、被害状況が克明に記されており、特に日里村虫倉山付近での地すべりや、19日間にわたって堰き止められた犀川決壊による災害が大きかったことから名付けられた。